# Eau d'extinction

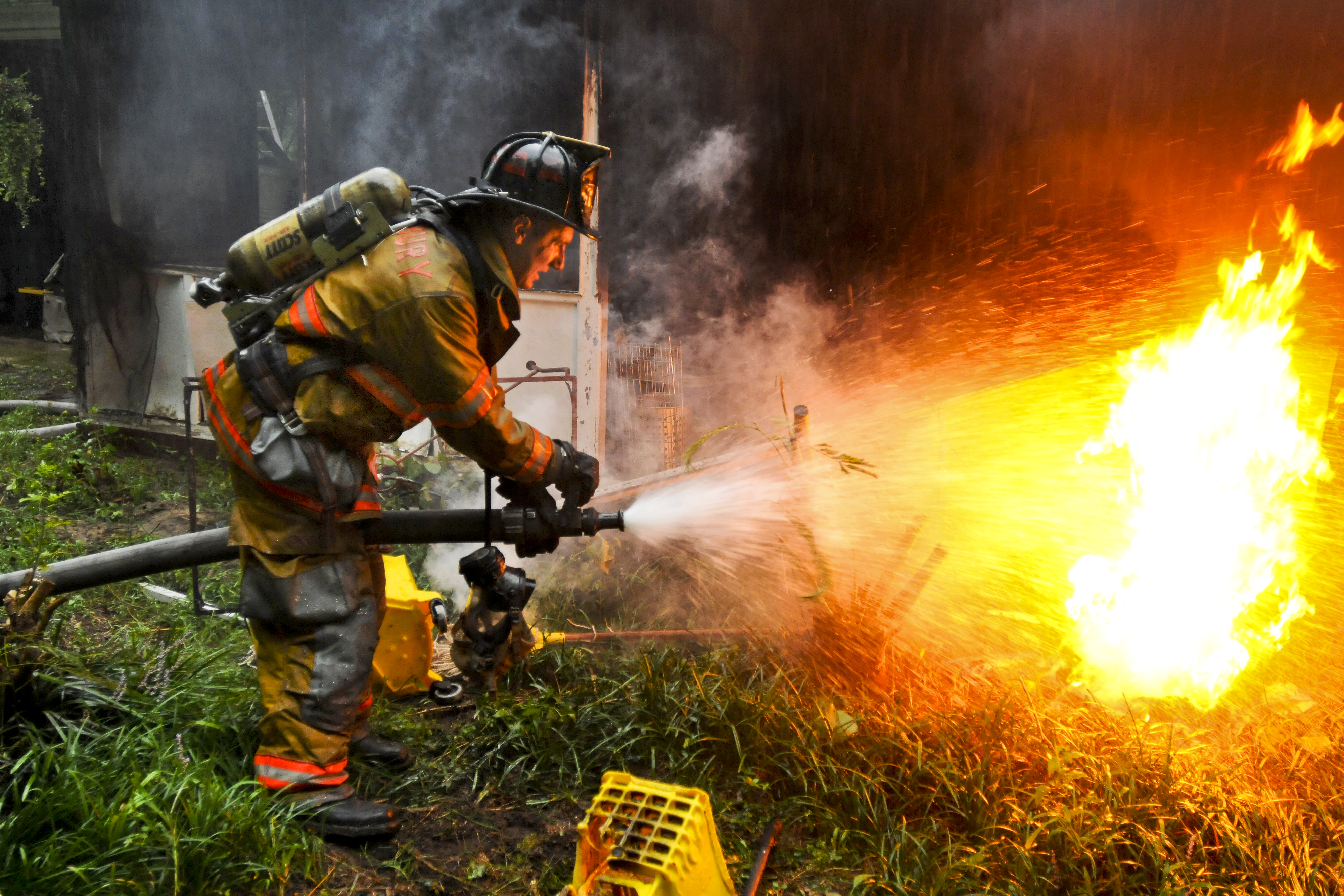
Armée Pvt. 1re classe Lucas Ternell, pompier volontaire, et membre de la 20e Compagnie de Police militaire, la Garde nationale du Maryland, met un petit feu debis dans la cour d'un incendie de maison dans

L'eau d'extinction est l'eau qui a été utilisée dans la lutte contre les incendies et qui doit être éliminée. Dans de nombreux cas, il s'agit d'un matériau très polluant qui nécessite une attention particulière lors de son élimination.
Dans de nombreuses situations de lutte contre l'incendie, de grandes quantités d'eau subsistent après l'extinction du feu. L'eau contient des matériaux présents dans le bâtiment et contient également des matériaux dissous et particulaires issus des processus de combustion et des matériaux générés par l'extinction. L'eau d'incendie peut être particulièrement polluante lorsque le bâtiment ou le site en cours d'extinction contient des substances potentiellement polluantes telles que des pesticides, des réactifs chimiques organiques et inorganiques, des engrais, etc. Certains types de bâtiments, y compris les matériaux présents. Les locaux contenant des quantités de plastique peuvent également causer de graves problèmes en raison du goût et de l'odeur conférés à l'eau du feu. La libération d'eau d'extinction contaminée dans une rivière ou une autre source d'eau utilisée par la suite pour fournir de l'eau potable peut rendre l'approvisionnement en eau non traitée impropre à la consommation ou à la préparation d'aliments.
La gestion de l’eau d’extinction nécessite souvent que l’eau soit contenue sur le site, puis retirée du site pour un traitement spécialisé. L'une des techniques reconnues consiste à contenir l'eau d'incendie dans le système de drainage à l'aide de container pneumatiques (Pneumatic bladder (en)) ou de clapets anti-retour verrouillables qui peuvent être activés automatiquement ou manuellement.
Le confinement de l’eau de feu est l’un des nombreux facteurs environnementaux considérés comme un élément essentiel de la politique environnementale de toute entreprise en matière d’accréditation ISO14001.